# Enrico Benetti
Enrico Benetti (Godega di Sant'Urbano, 26 marzo 1902 – ...) è stato un avvocato e politico italiano.